# 三井化学岩国大竹工場爆発事故
三井化学岩国大竹工場爆発事故（みついかがくいわくにおおたけこうじょうばくはつじこ）は、2012年4月22日に山口県玖珂郡和木町で発生したプラント（製造設備）爆発事故。構内の社員1名が死亡、地域住民を含む25名が負傷し、近隣地域の家屋999軒に損傷をもたらした。

## 概要
事故現場は山口県玖珂郡和木町和木六丁目に立地する三井化学岩国大竹工場のレゾルシン製造プラントにて発生した。同工場は日本で最初につくられた総合石油化学工場（石油化学コンビナート）であり、小瀬川を挟んで山口県岩国市、和木町、並びに広島県大竹市の3市町にまたがって立地している。製造プラントの詳細はプレスリリースの事故報（第8報）にリストアップされており、PET樹脂やその原料となるテレフタル酸をはじめ種々の石油化学製品を製造していた。
2012年4月22日の深夜 2時15分ごろ、レゾルシン製造プラントにて爆発火災が発生した。その後消火活動を開始するも同日8時5分に2回目の爆発が発生。レゾルシン製造の核となる酸化反応器が破裂し炎上した。同日17時15分に消防本部により鎮圧が宣言されるも消火活動は翌日までおよび、4月23日の14時31分に鎮火が宣言された。レゾルシン製造プラントを中心とする半径 300 m の範囲にわたり、レゾルシンおよびサイメンの2プラント施設を損傷、動力プラントの配管ラックを焼損、そして岩国地区の15プラント施設のガラスやスレート等に損傷をもたらし、大竹地区の1プラントの建屋にも損傷が及んだ。また爆発による衝撃波で近隣地域の建物のガラス等が割れるなどの被害をもたらし、轟音が廿日市市や広島市にまで届いた。爆発と同時刻に地震が発生、和木町、岩国市、大竹市では、いずれも2時15分台に震度1が観測された。
現場付近で22歳の同社社員が遺体で発見され、構内で自社・協力会社の社員 計9名が負傷した（うち重症2名）。工場構外においても3市町にわたる近隣住民14名と、隣接する麻里布製油所の協力会社社員2名が負傷した。さらに近隣住宅への影響は窓ガラス・ドア・シャッター等999軒に及んだ。
工場の敷地内には過去に使用していた触媒に含有された劣化ウランが200リットルドラム缶で3379本、貯蔵されていた。貯蔵倉庫の窓ガラスが一部割れたが、同社は「ドラム缶に影響はなく、測定した放射線量も爆発前と変わらない」としている。

## 事故の原因究明
事故後、2012年5月1日より事故調査委員会が開催され、8回にわたり委員会が開催され事故原因と再発防止対策が検討・討議された。その結果、2012年8月29日に事故の直接原因が、酸化反応器のインターロック解除によって酸化反応器内容物の撹拌不良を起こし、内容物の除熱がうまく行かずに有機過酸化物の加速度的分解発熱反応による圧力上昇をもたらし、最終的に酸化反応器が破裂爆発したものとされた。そして2013年1月23日には最終的な事故調査報告書と再発防止対策とがまとめ上げられ、委員会による再発防止対策の承認を得てプラントの改善が図られることとなった。なおプラントの再開については#事故のその後節にあるとおり、レゾルシン製造プラントは再開を断念、類似プロセスを用いているハイドロキノン製造設備には同様の再発防止対策が実施された後に再開に至った。

### レゾルシン製造プラントの概要
三井化学岩国大竹工場のレゾルシン製造プラントでは、1,3-ジイソプロピルベンゼン（m-ジイソプロピルベンゼン、m-DIPB）を空気酸化し、中間体のジヒドロキシパーオキサイド (DHP) を得て、それを酸触媒存在下で分解（クリベージ反応）し、レゾルシンを製造していた。空気酸化工程ではDHP以外にも複数の過酸化物（総称として HPO と称する）が生じるため、うちヒドロキシパーオキサイド (HHP) を次工程の再酸化工程にてDHPにして回収する仕組みであった。プロセスのうち、最初の空気酸化はバッチ反応にて行うが、再酸化・クリベージ反応は連続反応であり、中間タンクを設置してつなぎ込んでいる。事故はバッチ反応による空気酸化のプロセスにおいて生じた。空気酸化を行う酸化反応器の温度上昇が爆発火災以前より観察され、爆発火災時刻に相当する 2時14分55秒 に設計圧力である 0.8 MPaG以上に急上昇していることが記録されており、爆発火災の起因設備はレゾルシン製造プラントの酸化反応器であると特定された。

### 事故の時系列過程（抜粋）
以下は事故報告書の記述『 4-1.事故発生過程の解析』 による。
4月21日
- 23時20分: レゾルシン製造プラントの酸化反応器は順調に運転中。バッチ反応40時間に対して36時間が経過していたところ、用役プラント停止の影響でスチーム供給が停止したため、全工場に緊急指令が発令された（3キロスチーム使用プラントは停止）。
- 23時32分: レゾルシン製造プラントの緊急停止スイッチを作動させた。インターロック装置は正常に作動し、酸化反応器への空気供給は停止した。同時に酸化反応器内には爆発範囲回避のための窒素ガス供給が開始された。また酸化反応器の冷却水は通常運転で用いる循環水から緊急冷却水へと切り替わった。
- 〜23時52分: 液相下部温度が下がっていないことが確認されたため、緊急冷却水の圧力を現場にて確認すると、0.3〜0.4 MPaG と低かった。冷却水流量が少ないと考えた運転員は動力プラントに緊急冷却水の昇圧を依頼し、動力プラントはそれに応じ緊急冷却水の昇圧を実施した。
- 23時56分: 酸化反応器の温度が低下し始めた。

4月22日
- 00時30分ごろ: 緊急冷却水圧力の昇圧を動力プラントに依頼するも、酸化反応器の温度低下が低いと感じた運転員は通常の循環水のほうが冷えると考え、冷却水を循環水に切り替える判断をした。
- 00時40分: 冷却水を緊急冷却水回路から循環水回路に切り替えるべく、インターロックを解除した。これにより冷却水が循環水回路に切り替わったが、酸化反応器へ供給している窒素ガス供給が停止することは運転員は気づいていなかった。これにより窒素ガス供給が途絶えた酸化反応器の撹拌は停止した。
- 01時33分〜01時38分: 酸化反応器の液相上部温度が 104 ℃となりアラーム発報。冷却のため反応器上部から純水の注入を開始した。
- 01時45分: 純水を注入するも温度低下が見られなかった。このとき窒素ガス供給停止による反応器内の撹拌停止に気づき運転状態を確認した。酸素濃度は 0 % で窒素による置換はできており、また圧力も 0.52 MPaG であり正常だと考えた。
- 〜01時59分: 上記の運転状態を確認した後、空気による撹拌を再開する目的で、通常運転と同様に空気圧縮機を起動することを判断した。
- 02時01分: 気相温度が 99.5 ℃となりアラーム発報。
- 01時59分〜02時11分: 空気圧縮機の起動準備中も液相上部温度は上昇し続け、また圧力も上昇し始めた。
- 02時11分〜02時14分: 空気圧縮機を起動し反応器内圧力を確認したところ、圧力は 0.56 MPaG まで上昇しているのに気づき圧力調整弁を手動で全開にしたが脱圧が追いつかず、圧力は急上昇した。
- 02時15分: 酸化反応器内の圧力が設計圧力である 0.8 MPaG を超え、酸化反応器が破裂し火災が発生した。

事故後、酸化反応器の各破片が回収され破裂時の塑性変形状況と亀裂伝播経路の推定が行われ、また酸化反応器を構成する鋼の破壊形態の確認および材質の健全性も確認された。同時に有限要素法による弾塑性解析も行われた結果、材質には何ら異常は認められず、内圧上昇による破裂破断の起点にあったマンホールの応力とマンホール材質である SUS304 の破断強さ、また破断した状態で発見された上鏡部のマンホール取付けボルト（SS400製）の破断応力から、破裂時の酸化反応器の圧力は設計圧力である 0.8 MPaG よりも大幅に高い 8 MPa 以上に達したと推定された。

### 事故発生メカニズムの技術的検証
HPOの熱分解による急激な温度上昇は過去の実験により、150 ℃以上の領域で起こるとしていた。事故発生の撹拌用窒素ガス供給が停止した際の過酸化物 (HPO) の挙動について、断熱型熱挙動測定装置にあらかじめ実機と同様の熱履歴を加えた上で実機と同じ処方の組成物を投入して観測したところ、断熱条件下において温度が上昇するとともに自己発熱が顕著になり、急激に温度が上昇しかつ、圧力も急激に上昇することが認められた。
また酸化反応器で撹拌が停止した状態での流動状態および反応液の温度挙動の解析も実施された。その結果、撹拌用窒素ガスの供給停止より15分で冷却コイルのある下部と冷却コイルのない上部との液交換が無くなることが示された。また液相の上部下部との液交換が無いという仮定のもと、過酸化物の分解発熱や冷却コイルによる除熱等の熱収支を考慮した上で酸化反応器内各部の温度変化も計算すると、事故当日の実測温度と同様の計算結果を得た。この結果、冷却コイルのある反応器下部は冷却され温度が徐々に低下するも、液相上部は過酸化物の分解反応により、時間の経過とともに温度が上昇したと結論づけた。
そして過酸化物DHPの分解反応機構も検討された。DHPはラジカルにより水とメタンが取れパーオキシラジカルに、そしてテトラオキサイドを経て酸素ガスを伴いながらパーオキサイド2量体へと重合する発熱過程と、DHPからオキシラジカルを放出してケトンへと分解する過程の2種類が存在し、結果、水・メタン・酸素のガス生成が生じる。ラボによる小規模合成液の熱分解実験によって確認したところ、生成するガスの量は温度が高くなるほど増加する傾向にあり、ガスの組成は主にメタンが40ないし60パーセントを占めるものであった。このことから温度上昇によりDHPのラジカル開裂および前述の発熱過程が徐々に加速されていき、分解と重合過程で生じるガス成分が反応器内の圧力を上昇させた。この圧力上昇スピードは加速度的で、事故直前の酸化反応器内の圧力は 10 MPa を超える計算結果が出た。この値は酸化反応器の弾塑性解析およびマンホールボルトの破断応力から推定される内部圧力と符合する。バッチ反応で生じた目的生成物であるDHPの分解・発熱反応によるガス発生が圧力上昇を引き起こし、酸化反応器の破裂に至ったと結論づけた。

### 事故に至るツリー解析
調査の結果、事故に至る直接の要因は、プロセス緊急停止時のインターロック解除であった。インターロックを解除することで撹拌用窒素ガスの供給が停止し、酸化反応器内上部の冷却が行き届かなくなって過酸化物 (HPO) の分解反応が加速度的に進み、圧力上昇で酸化反応器が破裂に至った、とした。そこで二次要因として、酸化反応器の除熱が通常プロセスよりも遅くインターロックを解除して通常の循環水冷却が良いと思わせたこと、インターロックを容易に解除できたこと、インターロック解除により窒素ガス供給が途絶えて酸化反応器内の撹拌が長時間にわたり停止し温度が上昇したことを挙げた。また緊急停止時の安定状態を判断する条件がマニュアルに記載されていないこと、運転員も規定された手続きを取らずにインターロックを解除するなどインターロック解除の重要性の認識が不足していたこと、そしてHPOの熱分解挙動に対する技術的知見の不足、インターロック解除時に撹拌用窒素ガスの供給が停止するシステムでありながら撹拌が停止したことを検知するアラームが無いこと、さらに撹拌の重要性の認識も低かったことも要因として挙げた。HMIの観点からも、酸化反応器内の温度分布把握が運転員にはしづらいプロセス制御システムの画面であったことが異常な温度上昇の発見を遅らせたことも事故報告書にて指摘している。

## 外部識者の意見
可燃性液体や高圧ガスを取り扱う石油化学プラントには、高圧ガス保安法・消防法・労働安全衛生法による厳重な安全規制が掛けられ、かつ規制当局による査察も頻繁に行われる。したがってインターロックをはじめとする保安装置もまた厳重なチェックの対象になるが、保安の要でもあるインターロックを容易に解除する危うさは、日経ものづくり 2012年12月号にも掲載され、また日本経済新聞では同時期に起きた東ソーの南陽事業所での塩ビモノマー製造プラント爆発事故（2011年11月13日）を例に挙げ、非定常なプロセス状態における運転員の知識および教育不足に警鐘を鳴らした。同記事ではベテラン運転員からの指摘として、「昔の石化設備はレーシングカーで、運転員はレーサーだった。今の設備はオートマチック車に進化しており、運転員の技能もオートマチック免許で済む。だが、ひとたびトラブルとなるとレーシングカーに変わり、現場は対応できなくなる」と語り、定常外運転時の運転員のスキル低下を指摘した。また同紙においても日本の科学プラントの多品種少量生産によりプロセス構成は複雑化しており、運転員が必要とするスキルの上昇傾向を指摘している。運転員に必要となる知識レベル・スキルの要求水準の向上を受け、三菱化学は大卒の工場運転員を増やし、現場の高卒採用を基本的に取りやめ、また住友化学では専用施設で仮想の事故を起こし対応を学ばせる教育を行っていくとし、東ソーでは知識が自らの血肉となるようにと新マニュアルを運転員自身の手で一新させた。しかしながら、一流の運転員という人財育成には時間が掛かるのは否めない。
週刊ダイヤモンドにおいても、同時期に立て続けに起きた石油化学プラントの事故における『現場力の低下』を憂える記事を掲載した。論調は前述の日本経済新聞の記事とほぼ同様の論調であり、現場のちょっとしたトラブルが運転員の知識レベルの相対的低さからミスを誘発し、結果として大惨事を招いているという指摘を化学会社の複数の幹部の証言をもとに論陣を張った。また同記事では報道当時、まだ原因調査中だった日本触媒姫路製造所で起きたアクリル酸爆発炎上事故（2012年9月29日発災）についても同様の疑いの目を向けている。ただ同記事では『現場力の向上』への取組例として東ソーの生産現場の製造課長レベルに1000万円の安全予算枠を持たせ、プロセスへの安全設備投資を積極的に行わせる取り組みを紹介している。しかしながら人財育成等のソフト面での対策は一朝一夕にはできない、と、こちらも結んでいる。

## 事故のその後
事故報告書の再発防止対策として、酸化反応器の冷却コイルの追設、温度計の増設によるインターロック機能の改修、インターロック解除時にも窒素ガス供給が絶たれないようにする、などの再発防止策は盛り込まれたものの、最終的にはレゾルシン製造プラントの再開は断念された。なお、類似プロセスを用いているハイドロキノンについては事故報告書に盛り込まれた再発防止対策を講じ、2012年12月21日に関係当局の承認を経てプラントを立ち上げた。なおダメージの大きかったサイメンプラントは、2013年7月23日に稼働を再開した。これによりレゾルシン製造プラントを除き、すべてのプラントが再稼働した。レゾルシンについては発災後、住友化学に応援出荷を要請し、住友化学はこれに応じている。住友化学は2008年に大分工場にレゾルシン製造プラントの建設（年間1万トン）を決めており、2010年4月の大分工場レゾルシンプラントの竣工で千葉工場（年産2万トン）とあわせ年産3万トンの製造能力を有し、世界最大のレゾルシン製造メーカーとなった一方で、三井化学はレゾルシン製造から撤退したかたちになる。

## その他
前身の三井石油化学工業総合研究所の南部博彦は、有機合成化学協会誌に論文: 『自動酸化技術を利用したフェノール類の製造 ―クメン法の発展とその応用―』を寄せ、その終わりを次のように結んでいる。
いみじくも先人が残した危険性についての言及を、図らずも具現化した事故となった。石油化学における自動酸化技術は他の手法に比べて圧倒的にコスト優位に立った技術ではあるが、そのプロセスに内在する本質的危険性について充分な検討とリスク評価が必要であること、そして、取扱物質やプロセスについての知識習得の重要性を再認識させた事故である。